# Cuevas
Cuevas, alternativt Santa María Cuevas, är en ort i Mexiko, tillhörande kommunen Zumpango i delstaten Mexiko. Cuevas ligger i den centrala delen av landet och tillhör Mexico Citys storstadsområde. Orten hade 3 398 invånare vid folkräkningen 2010.